# Listă de ingineri
Aceasta este o listă de ingineri.
Forme de inginer includ:
- Inginer autorizat
- Inginer european
- Reglementare și licențiere în inginerie
- Inginer profesionist
- Inginerul Regal

Listele de ingineri individuali pe domenii includ:
- Lista inginerilor aerospațiali
- Lista inginerilor de canal
- Lista inginerilor chimiști
- Lista inginerilor civili
- Lista inginerilor mecanic
- Lista inginerilor electricieni
- Lista inginerilor de mediu
- Lista inginerilor structurali